# مهدی فرنگی
مهدی فرنگی فیلمی به کارگردانی محمدرضا فاضلی و نویسندگی علی اکبر شکاریان محصول سال ۱۳۵۳ است.

## خلاصه داستان
مهدی (محمدرضا فاضلی)، رانندهٔ تاکسی، پس از فوت همسرش با پسرش افشین (افشین ذوالفقاری) و عباس (منصور سپهرنیا) برادر همسرش، زندگی می‌کند...

## بازیگران
- محمدرضا فاضلی
- منصور سپهرنیا
- هاله
- علی آزاد
- افشین ذوالفقاری
- حسن رضایی
- حمیده خیرآبادی
- رفیع مددکار
- علی دهقان
- مهران
- اکبر اصفهانی
- ذبیح‌الله ذبیح‌پور
- صفر یکتا
- منصور اسدی
- علی شیوا
- اکبر ملی